# Eiszapfenstek
Der  Eiszapfenstek  ist ein Klemmknoten.
Seine Vorzüge spielt er aus, wenn er um einen glatten, zylindrischen Querschnitt gebunden und in Längsrichtung belastet wird. Auch an konischen Objekten ist er anwendbar. 
Eine Verwendung ist sowohl als offener Klemmknoten (siehe Abbildung) als auch als geschlossener Klemmknoten mit Belastung beider Enden oder  Verbindung zu einer Rundschlinge möglich. Bei der Variante als offener Klemmknoten sollte ein Stopperknoten gegen Herausgleiten (Durchrutschsicherung) des Seils am Ende angebracht werden.
Der Eiszapfenstek kann als Variante des Pfahlsteks und des Sachsenprusiks betrachtet werden.
Der Knoten wurde 1990 von John Smith auf der Jahreshauptversammlung der Internationalen Gilde der Knotenmacher vorgestellt.

## Herstellung am Stabende
Er kann um einen an einem Ende frei zugänglichen Stab gelegt werden; eine allgemeine, auch bei Stäben ohne frei zugängliche Enden anwendbare gesteckte Variante ist unter den Weblinks zu finden.

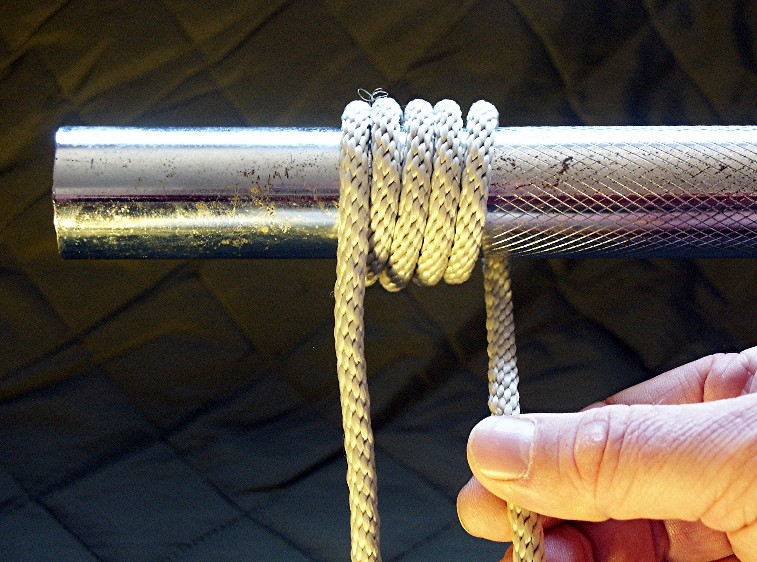
Mit dem losen Ende fünf Wicklungen (im Bild von links nach rechts) um den Gegenstand (Rohr oder Stab)...
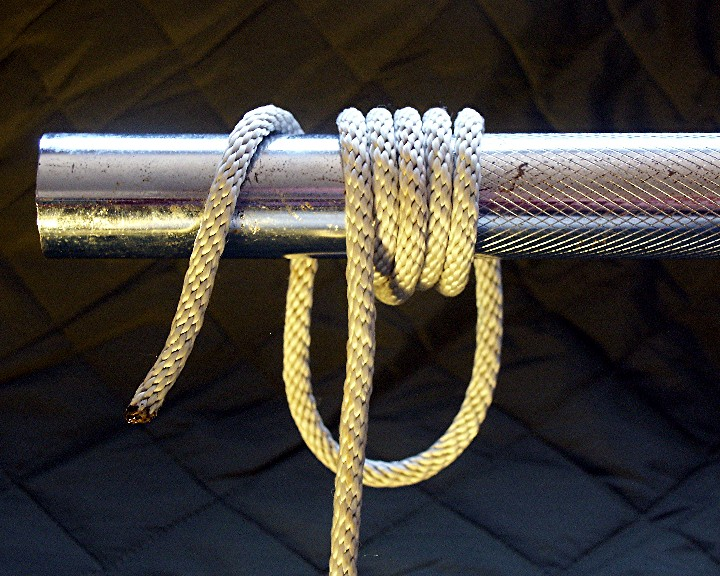
das lose Ende hinter den Wicklungen zu einer Schlaufe legen und nach vorne enden lassen...
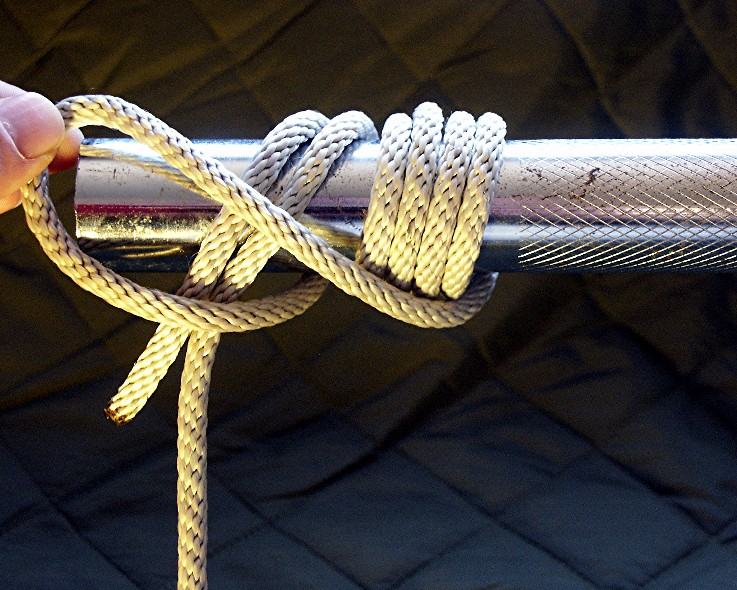
nun die Schlaufe über das „Stabende“ stülpen, das frei zugänglich sein muss, ...
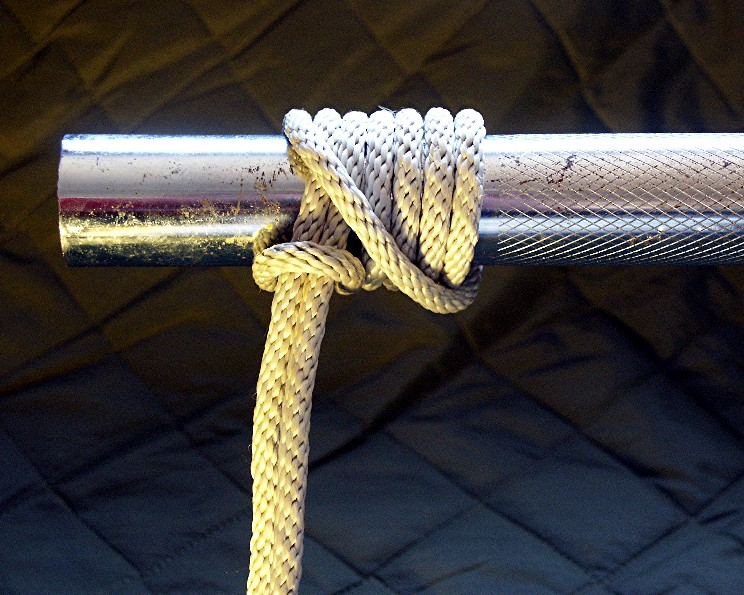
und zum Schluss alle Wicklungen dichtholen.
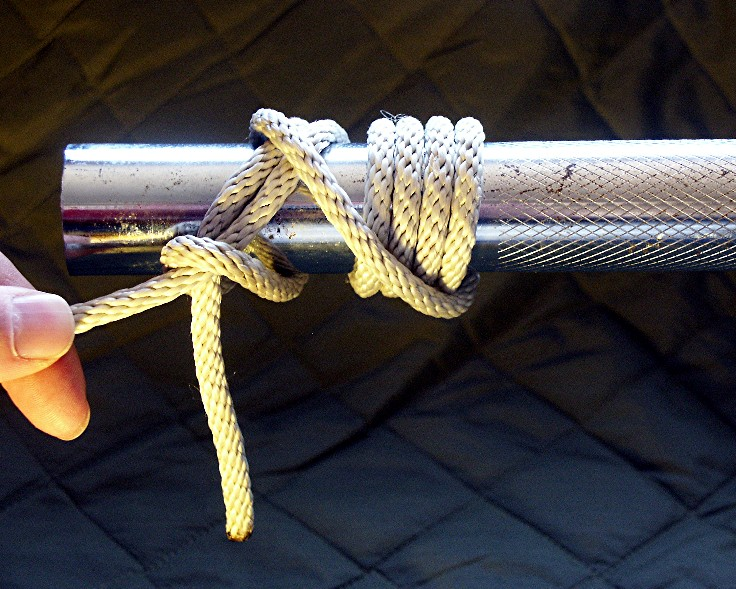
Der fertige, unter axialem Zug belastete Knoten.